# Lotus 59

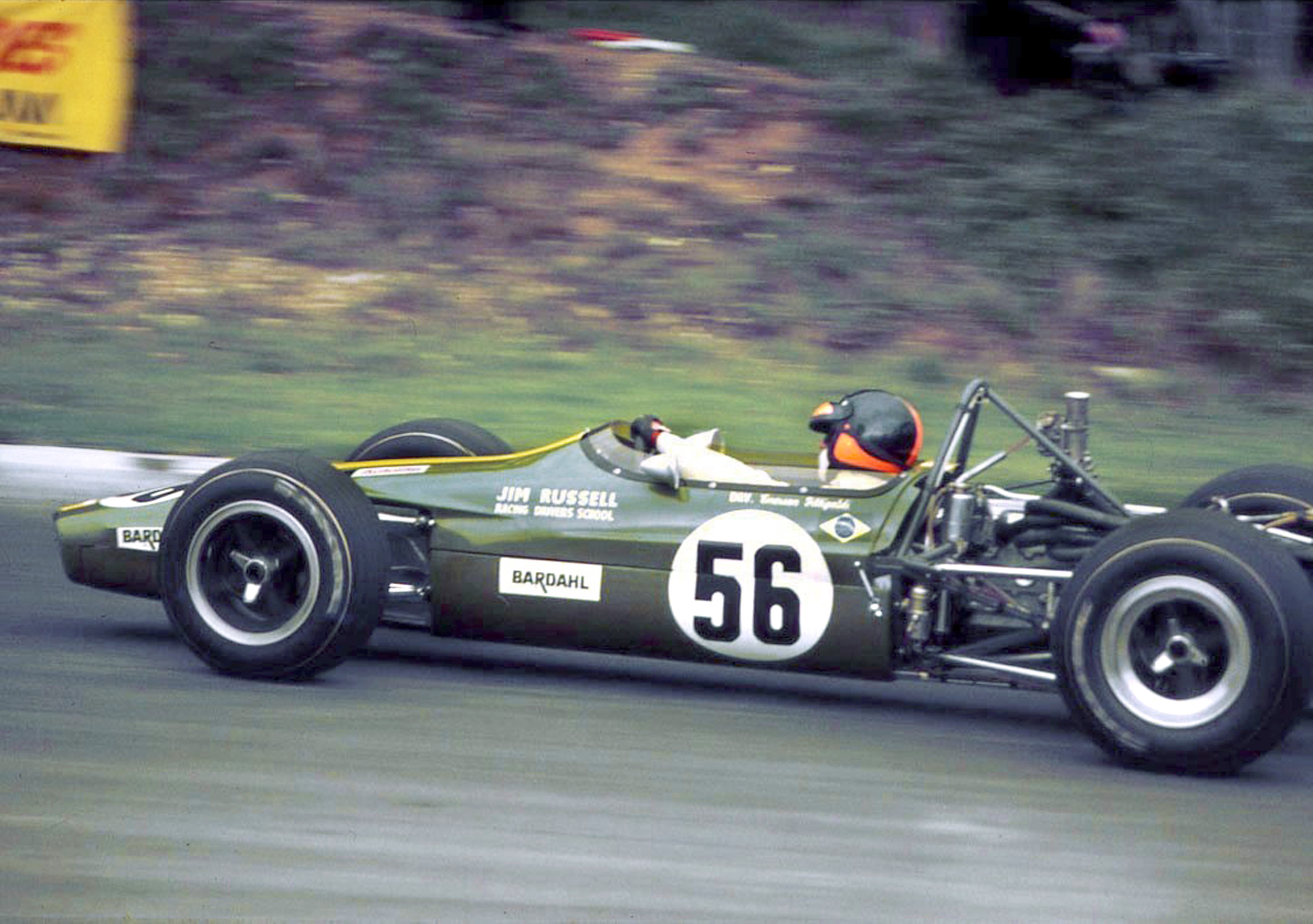
Emerson Fittipaldi im Lotus 59B 1969 in Brands Hatch

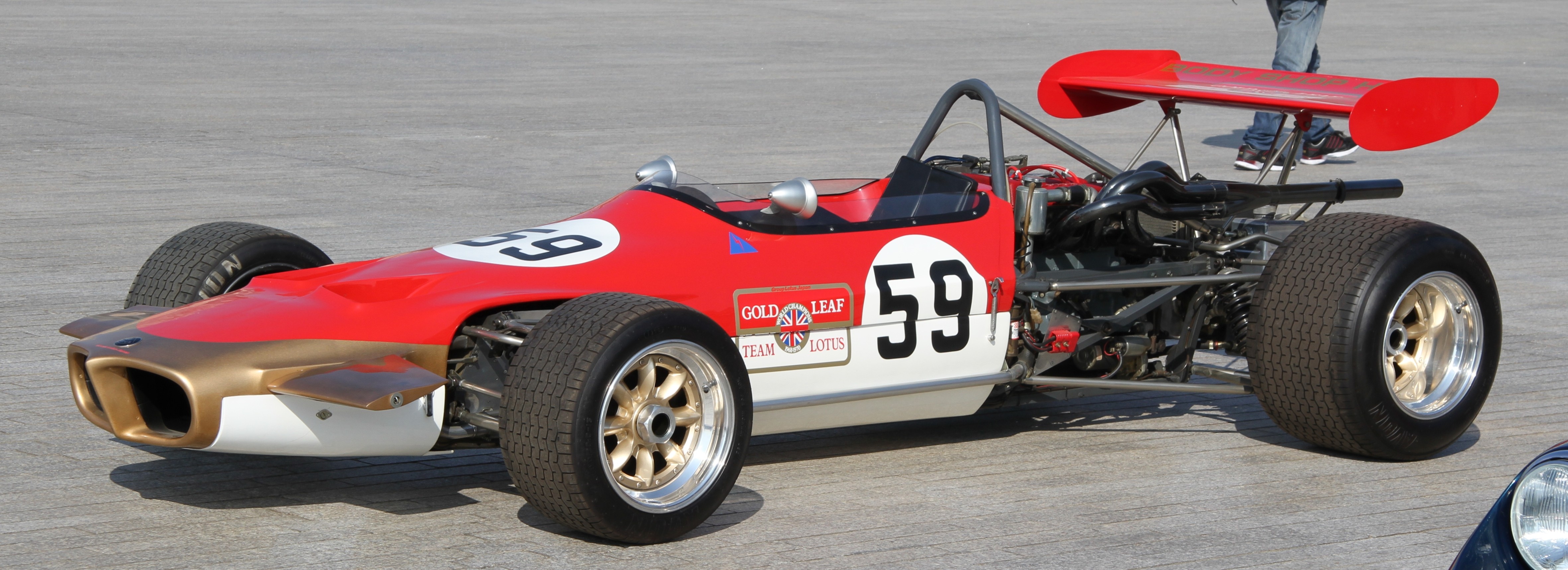
Lotus 59B in Formula B-Konfiguration

Der Lotus 59 war ein Formel-Rennwagen, der 1969 von Lotus in 2 verschiedenen Versionen gebaut wurde. Er kam 1969 und 1970 in verschiedenen Formel-Rennserien – der Formel 2, der Formel 3, der Formel Ford und der Formel B – zum Einsatz.

## Konstruktion
Den als Nachfolger des Lotus 41 konstruierten Lotus 59 gab es ursprünglich in zwei Versionen: den 59 für die Formel 3 und die Formel Ford, und den 59B für die Formel 2 und die Formel B. Alle hatten den gleichen 92,5-Zoll-Radstand, der somit 2,5 Zoll länger war als der des vorherigen 41/41X. Die Aufhängung war konventionell mit doppeltem Querlenker und außenliegender Feder-Dämpfer-Einheit vorne sowie mit Oberlenker und unterem umgekehrten Querlenker kombiniert mit oberen und unteren Radiusarmen und außenliegender Feder-Dämpfer-Einheit hinten.
Konstrukteur Dave Baldwin entwarf ein für die 1960er-Jahre sehr komplexes Fahrzeug basierend auf einen quadratischen Gitterrohrrahmen. Obwohl die Fahrzeuge eine nicht sehr wirksame Aerodynamik hatten verfügten sie über ein sehr gutes Handling. Wegen der Betriebsaufgabe von Lotus Components 1971 gibt es keine gesicherten Angaben zu Produktionszahlen. Die höchste bekannte Chassisnummer des Lotus 59 ist die „59xF3/FF/46“ was auf 46 gebaute Chassis schließen lässt.
1970 wurde der Lotus 69 als Nachfolger aufgelegt.

## Einsatzgeschichte
In der Formel 2 wurden die Fahrzeuge vom Roy Winkelmann Racing Team eingesetzt. Das Team wurde vom Werk unterstützt und die beiden Lotus-Formel-1-Werksfahrer Graham Hill und Jochen Rindt sowie der Deutsche Rolf Stommelen gingen 1969 für Winkelmann an den Start. Jochen Rindt dominierte die Formel-2-Rennen mit dem 59 fast nach belieben.
In der Formel 3 ging unter anderem auch Emerson Fittipaldi für das GLTL-Team mit einem Lotus 59B an den Start und Tony Trimmer gewann 1970 mit dem 59 die britische Formel-3-Meisterschaft.
Etwa ein halbes Dutzend Chassis wurden nach Nordamerika und Australien in Formel B-Konfiguration verkauft, wo sie zeitweise inoffiziell als „59C“ bezeichnet wurden. Der Piloten der Wagen gelangen vereinzelte Laufsiege.